# Citadelă

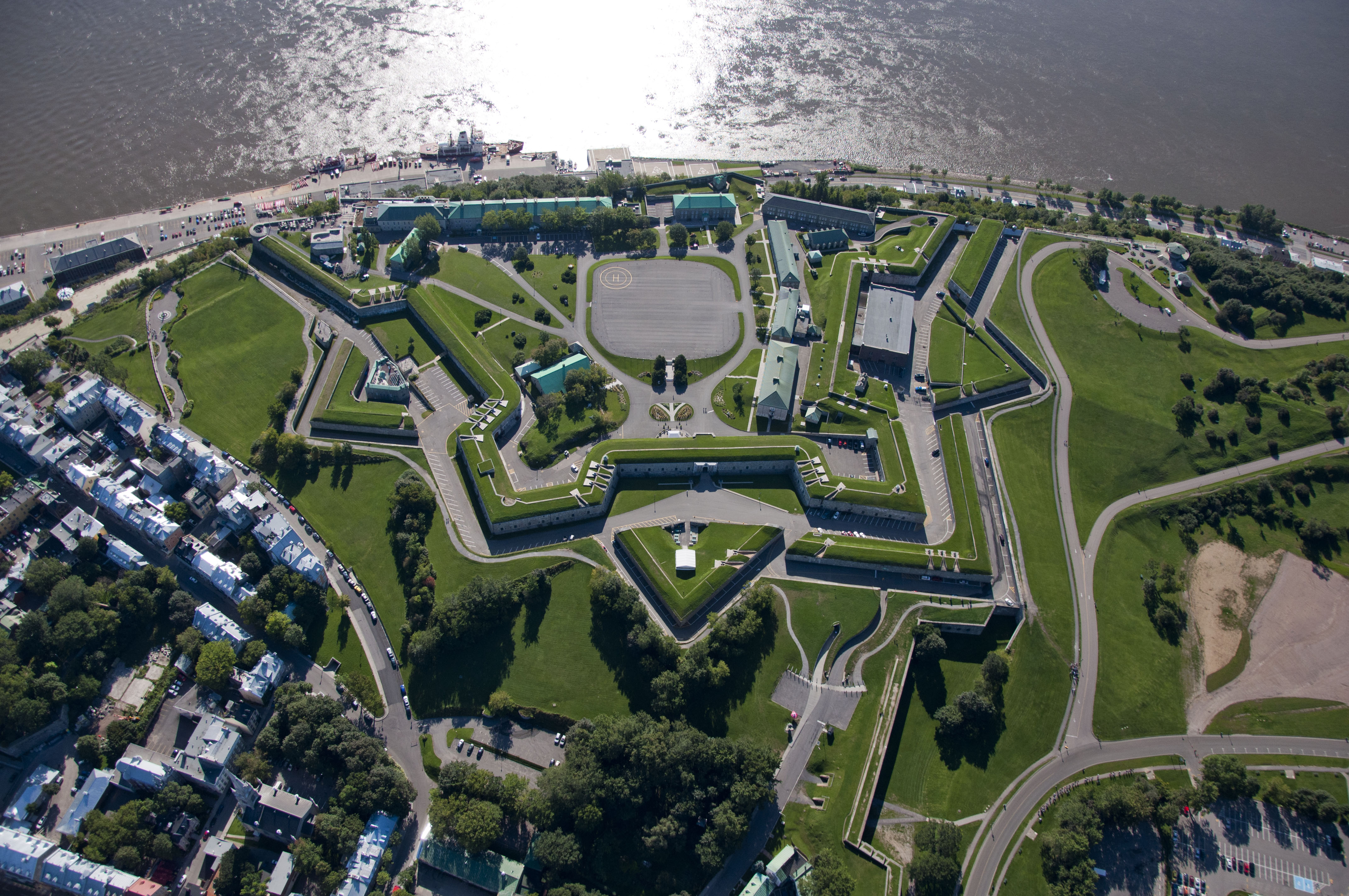
Citadela din Québec, vedere aeriană

O citadelă este zona fortificată din incinta unui oraș. Poate fi un castel, o fortăreață sau un centru fortificat. Termenul provine din cuvântul italian cittadella (diminutiv al cuvântului città, „oraș” sau „cetate”), fiind o parte mai mică a orașului al cărei nucleu defensiv este.
Într-o fortificație cu bastioane, citadela este cea mai puternică parte a sistemului, uneori adânc în interiorul zidurilor și bastioanelor exterioare, dar adesea făcând parte din zidul exterior din considerente economice. Este poziționată pentru a fi ultima linie de apărare, în cazul în care inamicul sparge celelalte componente ale sistemului de fortificații. În citadelă se găsesc de obicei centrele de comandă ale poliției și armatei, precum și cazărmi.

## Exemple de citadele
- Cetatea Amman, Amman, Iordania
- Citadela Anvers, Belgia (demolată)
- Cetatea Bam, Iran
- Cetatea Cairo, Egipt
- Kastellet, Copenhaga, Danemarca
- Cetatea Alep, Siria (parțial distrusă, în curs de reconstrucție)
- Cetatea Erbil, Irak (parțial ruinată)
- Cetatea Ghazni, Afganistan
- Cetatea Liège, Belgia (demolată parțial)
- Cetatea Počitelj, Bosnia și Herțegovina
- Cetatea Prins Frederik, Indonezia (demolată)
- Cetatea Salah Ed-Din, Siria (parțial distrusă)
- Citadela, Ungaria
- Cittadella, Italia
- Cittadella (Gozo), Malta
- Citadelle Laferrière, Haiti
- Cetatea Quebecului, Canada
- Cetatea Halifax, Canada
- Cetatea Herat, Afganistan
- Intramuros, Filipine
- Cetatea Ierusalimului sau Turnul lui David, Israel
- Cetatea Kirkuk, Irak
- Cetatea Landskrona, Suedia
- Cetatea Mainz, Germania
- Cetatea Petersberg, Germania
- Cetatea Regală, Plymouth, Regatul Unit
- Cetatea Spandau, Germania
- Cetatea Tal Afar, Irak
- Cetatea Verne, Regatul Unit
- Cetatea Varșovia, Polonia
- Vyšehrad, Republica Cehă
- Castelul Špilberk, Republica Cehă
- Cetatea Lille, Franța
- Cetatea Calais, Franta
- Cetatea Petru și Pavel, Sankt Petersburg, Rusia